# LF Waterlinieroute

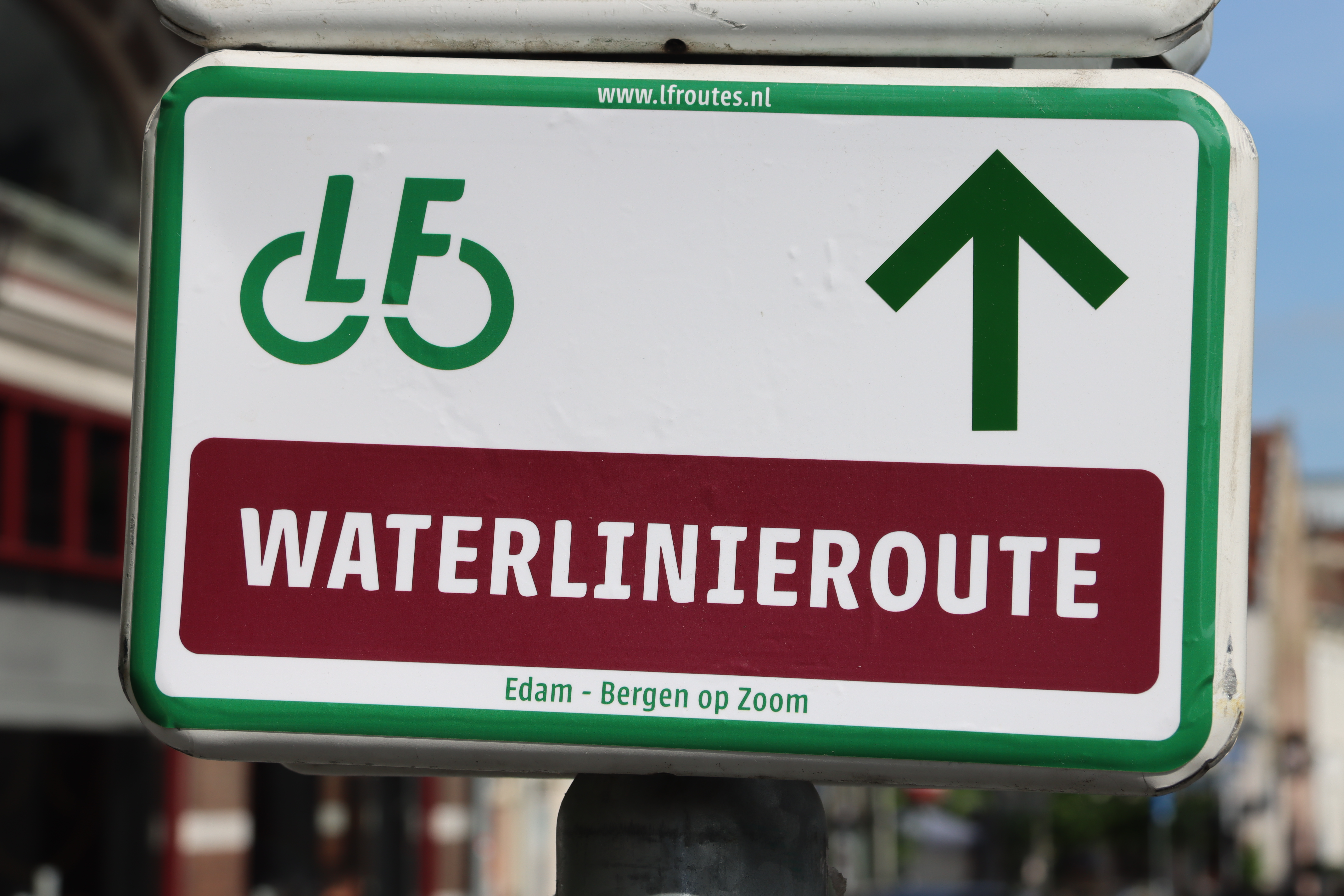
Waterlinieroute

De LF Waterlinieroute is een LF-route in  Nederland van Edam naar Bergen op Zoom en is 410 km lang. De route loopt langs de waterlinies (Stelling van Amsterdam, Nieuwe Hollandse Waterlinie, West-Brabantse waterlinie (onderdeel van de Zuiderwaterlinie). De route is in 2 richtingen bewegwijzerd met rechthoekige bordjes. De bordjes hangen onder de borden van het fietsroutenetwerk.

## Traject
De route doorkruist de provincies Noord-Holland, Utrecht, Gelderland, Zuid-Holland en Noord-Brabant en voert langs inundatiekanalen, forten, batterijen, liniedijken en vestingsteden. 

### Stelling van Amsterdam
In Edam kan worden aangesloten op de LF Zuiderzeeroute. In Edam start de route en deze volgt de Stelling van Amsterdam. Hier ligt ook het Fort bij Edam. De route voert eerst door de Beemster. 
Vlakbij Spijkerboor ligt het Fort bij Spijkerboor. Na passages van de Schermerringvaart en het Noordhollandsch Kanaal komt de route langs het Fort bij Marken-Binnen. Na passage met het veer van de Nauernasche Vaart komt de route langs Fort bij Krommeniedijk, Fort aan den Ham, Fort bij Veldhuis en Fort aan de St. Aagtendijk.
De route kruist middels veerboot het Noordzeekanaal. Na Spaarndam komt de route voorbij het Fort bij Penningsveer en iets later voorbij het Fort bij de Liebrug. Door de Haarlemmermeer volgt het Fort bij Vijfhuizen. Hier voert de route over de Geniedijk Haarlemmermeer. Op deze Geniedijk rond Hoofddorp passeert de route achtereenvolgens de Batterij aan de IJweg, het Fort bij Hoofddorp, de Batterij aan de Sloterweg en het Fort bij Aalsmeer.
De route voert nu kort langs de Westeinderplassen. Ten zuiden van Aalsmeer ligt het Fort bij Kudelstaart. Dit fort is onderdeel van de linie tussen Kudelstaart en Uithoorn. De andere forten uit deze linie worden ook gepasseerd, te weten het Fort bij De Kwakel, het Fort bij Uithoorn en het Fort aan de Drecht. Na Uithoorn passeert de route ook het Fort Waver-Amstel bij het Amstel-Drechtkanaal.
De route volgt het veenriviertje de Oude Waver en komt langs het Fort in de Botshol en langs natuurgebied Botshol. Bij buurtschap Stokkelaarsbrug kruist de route het veenriviertje Winkel waarna dit riviertje gevolgd wordt. Hier ligt ook het Fort aan de Winkel. Bij Abcoude verlaat de route het riviertje. Hier wordt de Angstel gekruist en is er zicht op het Fort bij Abcoude. De route volgt nu het riviertje Gein. Hierbij passeert de route de Batterij aan het Gein en het Fort bij Nigtevecht. Tussen de batterij en het fort zijn nog restanten zichtbaar van de voormalige Liniewal Geindijk-Nigtevecht. 
Bij Nigtevecht kruist de route het Amsterdam-Rijnkanaal en de Vecht. De route komt langs het Fort bij Hinderdam.
Na weer een passage van de Vecht komt de route langs het Fort bij Uitermeer. De route blijft de Vecht volgen naar Weesp. Hier ligt het Torenfort aan de Ossenmarkt. Weesp was een vestingstad in de linie.
De route blijft de Vecht volgen en passeert in Muiden - met zicht op het Muiderslot - het Muizenfort. Na passage van de Naardertrekvaart komt de route kort bij het Markermeer & IJmeer. 

### Nieuwe Hollandse Waterlinie
Na Muiderberg gaat de route door het Naarderbos. De route gaat dwars door de goed bewaard gebleven vestingstad Naarden. Hier ligt ook het Nederlands Vestingmuseum. Ten noorden van de stad ligt Fort Ronduit.
Op het deel Muiden-Naarden loopt de route parallel met de LF Zuiderzeeroute. 
Na Naarden kruist de route de Karnemelksloot, onderdeel van de Oude Hollandse Waterlinie. De route volgt dit kanaal en passeert de Batterijen aan de Karnemelksloot.
De route passeert De Fransche Kamp en het Spanderswoud. Het gaat kort langs de 's-Gravelandsevaart en dan door de Oostelijke Vechtplassen naar Ankeveen. Dan door de Ankeveense Plassen en langs de Spiegelplas naar Overmeer.
Na passage van het Hilversums Kanaal volgt de route dit kanaal tot Fort Kijkuit. Door de Wijde Blik gaat het naar Vreeland en vanaf hier wordt de Vecht weer gevolgd. Tegenover Mijnden ligt Fort Nieuwersluis. De Vecht wordt gevolgd tot Breukelen, hier ligt ook kasteel Gunterstein. Even later volgt het Fort bij Tienhoven en komt de route langs de Loosdrechtse Plassen. Iets verderop komt de route voorbij het Werk bij Maarsseveen en de Maarsseveense Plassen. 
Bij Oud-Zuilen wordt de Vecht weer opgepikt. Hier komt de route ook langs Slot Zuylen. De Vecht wordt verlaten bij Fort aan de Klop. In de wijk Overvecht ligt Fort De Gagel. Nu volgen Fort Blauwkapel en Fort Voordorp en na De Bilt het landgoed Oostbroek. Voor de Bilt bij de wijk Overvecht kruist de route de LF9 NAP-route.
De route gaat langs Utrecht. Ten zuidoosten van Utrecht bij het Fort bij Rijnauwen kruist de route de EuroVelo EV2 Hoofdstedenroute (via de LF4 Midden-Nederlandroute). 
Even verderop passeert de route kasteel Rhijnauwen en kruist de Kromme Rijn. Na het Fort bij Vechten volgt de route kort een inundatiekanaal en bereikt het Amsterdam-Rijnkanaal en de Batterijen aan de Overeindseweg en Plofsluis. De route volgt kort het Lekkanaal.
Na Tull en 't Waal komt de route voorbij het Werk aan de Waalse Wetering, het Werk aan de Korte Uitweg, Lunet aan de Snel en Fort Honswijk.
De route volgt de Lek en komt voorbij het Werk aan de Groeneweg. Na passage van de rivier middels veerboot volgt na Culemborg de Doorgezaagde bunker. De route volgt een tijd de Linge en komt langs het Fort bij Asperen. In Leerdam wordt de Linge overgestoken en wordt deze op de andere oever vervolgd. De route passeert Kasteel Heukelum.
Tussen Gellicum en Asperen en tussen Heukelum en Gorinchem loopt de LF17 Rijndeltaroute parallel met de route mee. Deze LF17 eindigt in Gorinchem.
Fort Vuren aan de Waal is een van de forten ter bescherming van Gorinchem. De route loopt door de vestingstad en steekt daarna de Waal over met een veerboot. Aan de overzijde ligt de vestingstad Woudrichem. 
In Woudrichem kruist de route de EuroVelo EV19 Maasroute, de LF Maasroute en de LF9 NAP-route. 
Na Woudrichem volgt het Land van Altena met het Fort aan de Uppelse Dijk en niet veel later het Werk aan de Bakkerskil. De route voert naar het gebied Nationaal Park De Biesbosch waar voorheen de Nieuwe Hollandse Waterlinie eindigde. Hier wordt de Bergsche Maas overgestoken.

### Tachtigjarige Oorlog
Na vestingstad Geertruidenberg komt de route langs de Spinolaschans van belang bij het Beleg van Breda (1624-1625). Bij Terheijden komt de route langs de Kleine Schans, ook een restant van de Tachtigjarige Oorlog.
In Klundert zijn ook restanten van de vesting zichtbaar gebouwd door Willem van Oranje. 

### Stelling van het Hollandsch Diep en het Volkerak
Fort Bovensluis is het eerste fort dat wordt gepasseerd dat onderdeel uitmaakte van de Stelling van het Hollandsch Diep en het Volkerak. Hierna volgt de vesting Willemstad en het Fort Sabina Henrica.
Via het Benedensas gaat het over het Steenbergsche Vliet naar Steenbergen.

### West-Brabantse waterlinie
De West-Brabantse waterlinie ligt tussen Steenbergen en Bergen op Zoom. Fort De Roovere wordt gepasseerd, net als Fort Pinssen alvorens eindpunt Bergen op Zoom te bereiken.
Iets ten zuiden van Bergen op Zoom kan aangesloten worden op de LF13 Schelde-Rheinroute (tevens de EuroVelo EV4 Midden-Europaroute).

## Aansluitingen met Europese routes
- In Utrecht kruist de route de EuroVelo EV2 Hoofdstedenroute (via de LF4 Midden-Nederlandroute).
- In Gorinchem kruist de route de EuroVelo EV15 Rijnroute.
- In Woudrichem kruist de route de EuroVelo EV19 Maasfietsroute (via de LF Maasroute).
- In Bergen op Zoom sluit de route aan op de EuroVelo EV4 Midden-Europaroute (via de LF13 Schelde-Rheinroute).

## Aansluitingen met andere LF- of icoonroutes
- In Edam sluit de route aan op de LF Zuiderzeeroute.
- Tussen Muiden en Naarden loopt de route parallel met de LF Zuiderzeeroute.
- In de Utrechtse wijk Overvecht kruist de route de LF9 NAP-route.
- In Utrecht kruist de route de LF4 Midden-Nederlandroute.
- In Woudrichem kruist de route de LF Maasroute.
- In Woudrichem kruist de route de LF9 NAP-route.
- In Bergen op Zoom sluit de route aan op de LF13 Schelde-Rheinroute.

## Aansluitingen met regionale routes
- Op elk willekeurig punt kan gebruik worden gemaakt van het fietsroutenetwerk ter plaatse.
- In Bergen op Zoom kan worden aangesloten op de Slag om de Schelde fietsroute.